# Verbraucherpreisindex für Deutschland
Der Verbraucherpreisindex für Deutschland (VPI) ist ein Preisindex der durchschnittlichen prozentualen Veränderung des Preisniveaus bestimmter Waren und Dienstleistungen, die von privaten Haushalten für Konsumzwecke gekauft werden. Die Veränderung des Verbraucherpreisindex zum Vorjahresmonat bzw. zum Vorjahr wird als Teuerungsrate oder als Inflationsrate bezeichnet.
Die Preisveränderung gegenüber dem Vorjahr bzw. Vorjahresmonat ergibt sich aus dem Vergleich des aktuellen Indexstandes mit dem Indexstand des Vorjahres bzw. Vorjahresmonats. Ausgangspunkt dieser Betrachtung ist immer das jeweilige Basisjahr, seit Januar 2023 das Jahr 2020, in dem der Warenkorb erstellt wurde. Das aktuelle Gewichtungsschema des Warenkorbes wurde durch das Statistische Bundesamt unter dem Titel „Wägungsschema für das Basisjahr 2020“ veröffentlicht. Das Statistische Bundesamt veröffentlicht auch Zeitreihen zum Verbraucherpreisindex ab 1948 im Internet und ab 1991 als Online-Datenbank mit Diagramm. Monatliche Veröffentlichungen für das aktuelle Jahr erfolgen auf der Website des Statistischen Bundesamtes. Gesetzliche Grundlagen für die Erhebung der amtlichen Statistik sind das Gesetz über die Preisstatistik sowie die diesbezüglichen Durchführungsverordnungen.
Üblicherweise alle fünf Jahre wird ein neuer Verbraucherpreisindex mit einem neuen Basisjahr eingeführt. Grundlage dieser turnusmäßigen Überarbeitung sind Anpassungen der Gewichtungen sowie die systematische Überarbeitung des Erhebungskatalogs und Änderungen der Methodik. Dadurch sind die zu langen Reihen verketteten Verbraucherpreisindizes unterschiedlicher Basisjahre jedoch nur eingeschränkt miteinander vergleichbar.

## Berechnung

### Formel
Die Berechnung in Deutschland erfolgt mit Hilfe des Laspeyres-Index:
{\displaystyle I_{LA}^{P}={\frac {\sum _{i=1}^{n}p_{i}^{t}\cdot q_{i}^{0}}{\sum _{i=1}^{n}p_{i}^{0}\cdot q_{i}^{0}}}={\frac {\sum _{i=1}^{n}{\frac {p_{i}^{t}}{p_{i}^{0}}}\cdot p_{i}^{0}\cdot q_{i}^{0}}{\sum _{i=1}^{n}p_{i}^{0}\cdot q_{i}^{0}}}}
mit {\displaystyle p_{i}^{t}} = Preise bzgl. Berichtsjahr, {\displaystyle p_{i}^{0}} = Preise bzgl. Basisjahr, {\displaystyle q_{i}^{0}} = Verbrauch bzgl. Basisjahr.

### Warenkorb und Gewichtung der Ausgabekategorien
Ausgangspunkt ist der so genannte Warenkorb, der sämtliche Waren und Dienstleistungen enthält, die aktuell von den Konsumenten am häufigsten gekauft werden. Die Auswahl der konkreten Produkte für die Preisbeobachtung wird laufend in Form von repräsentativen Stichproben ermittelt und aktuell gehalten. Mehr als 300.000 Einzelpreise für diese Produkte werden deshalb jeden Monat von Preiserhebern dezentral in Geschäften und durch zentrale Preiserfassungen z. B. im Internet oder in Versandkatalogen ermittelt. Anschließend werden die einzelnen Güter des Warenkorbs rund 600 Gütergruppen zugeteilt und für jede Güterart die durchschnittliche Preisentwicklung errechnet. Als Grundlage für die Einteilung in Gütergruppen dient die COICOP-Klassifizierung, wie sie auch von Eurostat oder den Vereinten Nationen verwendet wird. Die Klassifizierung fasst die Gütergruppen noch in drei Hierarchiestufen zu größeren Kategorien zusammen, um so einen Überblick über die Preisentwicklung in unterschiedlich detaillierten Teilbereichen der privaten Lebensführung zu ermöglichen. Die oberste Hierarchiestufe bildet eine Einteilung in zwölf Güterkategorien.
| Bestandteil (SEA-VPI)                             | 1995   | 2000   | 2005   | 2010   | 2020   |
| ------------------------------------------------- | ------ | ------ | ------ | ------ | ------ |
| 01 Nahrungsmittel und alkoholfreie Getränke       | 13,1 % | 10,3 % | 10,4 % | 10,3 % | 11,9 % |
| 02 Alkoholische Getränke und Tabakwaren           | 4,2 %  | 3,7 %  | 3,9 %  | 3,8 %  | 3,5 %  |
| 03 Bekleidung und Schuhe                          | 6,9 %  | 5,5 %  | 4,9 %  | 4,5 %  | 4,2 %  |
| 04 Wohnung, Wasser, Strom, Gas u. a. Brennstoffe  | 27,5 % | 30,2 % | 30,8 % | 31,7 % | 25,9 % |
| 05 Möbel, Leuchten, Geräte u. a. Haushaltszubehör | 7,1 %  | 6,9 %  | 5,6 %  | 5,0 %  | 6,8 %  |
| 06 Gesundheit                                     | 3,4 %  | 3,5 %  | 4,0 %  | 4,4 %  | 5,5 %  |
| 07 Verkehr                                        | 13,9 % | 13,9 % | 13,2 % | 13,5 % | 13,8 % |
| 08 Post und Telekommunikation                     | 2,3 %  | 2,5 %  | 3,1 %  | 3,0 %  | 2,3 %  |
| 09 Freizeit, Unterhaltung und Kultur              | 10,4 % | 11,1 % | 11,6 % | 11,5 % | 10,4 % |
| 10 Bildungswesen                                  | 0,7 %  | 0,7 %  | 0,7 %  | 0,9 %  | 0,9 %  |
| 11 Gaststätten- und Beherbergungsdienstleistungen | 4,6 %  | 4,7 %  | 4,4 %  | 4,5 %  | 4,7 %  |
| 12 Andere Waren und Dienstleistungen              | 6,1 %  | 7,0 %  | 7,4 %  | 7,0 %  | 9,9 %  |
| Quelle: Statistisches Bundesamt                   |        |        |        |        |        |

Für die Errechnung der gesamten Teuerungsrate werden die Preisentwicklungen der einzelnen Gütergruppen mit dem sogenannten Wägungsschema gewichtet. Dieses schlüsselt auf, wie viel die Haushalte im Schnitt für eine Güterart ausgeben und stellt damit sicher, dass jede Gütergruppe nur mit dem ihr zustehenden Ausgabenanteil in den gesamten Preisindex einfließt. Das Wägungsschema wird im Gegensatz zum Warenkorb nur in einem 5-jährlichen Turnus aktualisiert. Die wichtigsten Quellen für die Neuberechnung des Wägungsschemas sind neben der Einkommens- und Verbrauchsstichprobe die Statistik der Laufenden Wirtschaftsrechnungen und Daten der Volkswirtschaftlichen Gesamtrechnungen. Ergänzt werden diese Basisinformationen noch durch die Analyse weiterer amtlicher und nichtamtlicher Quellen, um eine detaillierte Aufteilung der Ausgaben auf die einzelnen Güterarten zu ermöglichen. Neben dem Wägungsschema für Waren und Dienstleistungen werden für die Berechnung des Verbraucherpreisindex noch Wägungsschemata für Geschäftstypen und Bundesländer genutzt.

Verbraucherpreisindex für Deutschland und dessen wesentliche Bestandteile 1991–2013 (Basisjahr 2005 = 100)

Die Preisentwicklung im Verbraucherpreisindex wird jeweils als Indexzahl mit Bezug auf ein alle fünf Jahre aktualisiertes Basisjahr (hier 2020) angegeben, das mit 100 Punkten gewertet wird. Der Gesamtindex lag im Jahr 2022 bei 110,2, im Jahr 2015 bei 94, und im Jahr 1991 noch bei 61,9. Einzelne Gütergruppen können sich dabei aber sehr unterschiedlich entwickeln. In Bezug auf das Basisjahr 2015 stiegen z. B. von 2010 bis 2016 die Preise für die Kategorie CC 02, alkoholische Getränke und Tabakwaren von 100,0 auf 116,0 Punkte,  während der Bereich CC 08, Nachrichtenübermittlung von 100,0 auf 90,3 Punkte sank.
Diese teils sehr unterschiedliche Entwicklung der verschiedenen Gütergruppen ist einer der Gründe, wieso die von vielen Menschen subjektiv wahrgenommene Inflation oft deutlich von der im Verbraucherpreisindex objektiv erfassten Inflation abweicht. Das Statistische Bundesamt beschäftigte sich mit dem Thema der wahrgenommenen Inflation in speziellen Untersuchungen.
Die Bestimmung des Verbraucherpreisindex erfolgt in Deutschland mit Hilfe des Laspeyres-Index. Wenn sich die Preise verschiedener Güter in unterschiedlichem Maß erhöhen, hat der Index eine Tendenz zur Überschätzung des wahren Anstiegs der Lebenshaltungskosten. Das kann man auf den festen Warenkorb zurückführen, denn sich stark verteuernde Waren können eventuell durch andere Güter substituiert werden. Für europäische Zwecke berechnet das Statistische Bundesamt zusätzlich zum Verbraucherpreisindex für Deutschland seit 1997 auch einen harmonisierten Verbraucherpreisindex (HVPI) für Deutschland.
Umstritten ist unter anderem die Verwendung hedonischer Bewertungsmethoden im Verbraucherpreisindex, also ob Qualitätssteigerungen an Produkten in die Inflationsrate einfließen sollen oder nicht. Allerdings machen hedonisch bewertete Güter nur einen kleinen Teil des Verbraucherpreisindexes aus.

## Index von 1991 bis 2024 (Basisjahr 2020 = 100)
| Jahr | VPI   | Veränderung zum Vorjahr in % |
| ---- | ----- | ---------------------------- |
| 1991 | 61,9  | –                            |
| 1992 | 65,0  | 5,0                          |
| 1993 | 67,9  | 4,5                          |
| 1994 | 69,7  | 2,7                          |
| 1995 | 71,0  | 1,9                          |
| 1996 | 72,0  | 1,4                          |
| 1997 | 73,4  | 1,9                          |
| 1998 | 74,0  | 0,8                          |
| 1999 | 74,5  | 0,7                          |
| 2000 | 75,5  | 1,3                          |
| 2001 | 77,0  | 2,0                          |
| 2002 | 78,1  | 1,4                          |
| 2003 | 78,9  | 1,0                          |
| 2004 | 80,2  | 1,6                          |
| 2005 | 81,5  | 1,6                          |
| 2006 | 82,8  | 1,6                          |
| 2007 | 84,7  | 2,3                          |
| 2008 | 86,9  | 2,6                          |
| 2009 | 87,2  | 0,3                          |
| 2010 | 88,1  | 1,0                          |
| 2011 | 90,0  | 2,2                          |
| 2012 | 91,7  | 1,9                          |
| 2013 | 93,1  | 1,5                          |
| 2014 | 94,0  | 1,0                          |
| 2015 | 94,5  | 0,5                          |
| 2016 | 95,0  | 0,5                          |
| 2017 | 96,4  | 1,5                          |
| 2018 | 98,1  | 1,8                          |
| 2019 | 99,5  | 1,4                          |
| 2020 | 100,0 | 0,5                          |
| 2021 | 103,1 | 3,1                          |
| 2022 | 110,2 | 6,9                          |
| 2023 | 116,7 | 5,9                          |
| 2024 | 119,3 | 2,2                          |

## Verwendung des Verbraucherpreisindexes (VPI)
Durch die historischen Index-Werte kann der Preis eines Jahres für ein Produkt oder eine Leistung ins Verhältnis zum Preis eines anderen Jahres für dasselbe Produkt oder dieselbe Leistung gesetzt werden. Dadurch können Schwankungen durch Inflation oder Deflation ausgeglichen bzw. herausgerechnet werden.
Anwendung findet der VPI häufig bei sogenannten Wertsicherungsklauseln wie beispielsweise bei der Anpassung der Miethöhe, wenn eine Indexmiete vereinbart wurde, um sicherzustellen, dass der Gläubiger auch künftig den Betrag erhält, der wertmäßig der ursprünglich festgelegten Geldsumme entspricht. Unternehmen verwenden in Verträgen mit anderen Unternehmen häufig Preisgleitklauseln, um sich gegen Marktrisiken abzusichern.
Auch zur Berechnung beim Zugewinnausgleich nach einer Ehe-Scheidung wird über das jeweils indexierte Anfangs- und Endvermögen auf den VPI Bezug genommen. Dabei wird der inflationsbedingte Kaufkraftverlust mithilfe der sogenannten Indexierung aus dem Zugewinnausgleich herausgerechnet. Das geschieht mit folgender Formel:
Anfangsvermögen x Index zum Zeitpunkt des Scheidungsantrages / Index bei Heirat = indexiertes Anfangsvermögen.
Wichtig für das Verständnis ist, dass der Verbraucherpreisindex nur die Inflation von Verbraucherpreisen messen soll, also von Preisen der durch die Verbraucher konsumierten Gütern und Dienstleistungen. Er umfasst weder Preisentwicklungen von Vermögenswerten wie Immobilien noch ebensolche von Edelmetallen – dies wäre die sogenannte Vermögenspreisinflation.